# همت‌آباد واهب
همت‌آباد واهب،روستایی از توابع بخش گنبکی، دهستان گنبکی، شهرستان ریگان در استان کرمان، ایران است.

## جمعیت
این روستا در دهستان گنبکی قرار دارد و براساس سرشماری مرکز آمار ایران در سال ۱۳۸۵، جمعیت آن ۳۲ نفر (۹خانوار) بوده‌است.